# Frank Hamer
 (avril 2019).
Francis Augustus Hamer (né le 17 mars 1884 à Fairview et mort à Austin le 10 juillet 1955) est un Texas Ranger, connu dans la culture populaire pour avoir dirigé la traque et la mise hors d'état de nuire du duo criminel Bonnie Parker et Clyde Barrow en 1934.

## Filmographie
- Dans Bonnie et Clyde (1967), d'Arthur Penn, Frank Hamer est joué par Denver Pyle.
- Dans The Highwaymen (2019) de John Lee Hancock, il est interprété par Kevin Costner.
- Dans l'épisode 9 de la saison 1 de la série Timeless (2016), il est interprété par Chris Mulkey.